# Rudolf Maros
Rudolf Maros [ˈrudolf ˈmɒroʃ] (* 19. Januar 1917 in Stachy im Böhmerwald; † 2. August 1982 in Budapest) war ein ungarischer Komponist böhmischer Herkunft.
Maros studierte von 1938 bis 1942 an der Musikhochschule Budapest bei Zoltán Kodály und Albert Siklós, zugleich war er Bratschist am Budapester Konzertorchester. Danach unterrichtete er am Konservatorium von Pécs. Nach Studien bei Alois Hába in Prag wurde er Professor an der Musikhochschule in Budapest. 1970 wirkte er als Juror bei den Weltmusiktagen der Internationalen Gesellschaft für Neue Musik (ISCM World Music Days) in Basel.
Er komponierte drei Ballette, zwei Sinfonietten, eine Puppenspielouvertüre, ein Orchesterricercar, eine Streichersinfonie, ein Concertino für Fagott und Orchester, kammermusikalische Werke, Orgelstücke, zwei Nänien für Sopran und Kammerensemble, Schauspiel- und Filmmusiken, Chorwerke und Lieder.
Maros’ Sohn Miklós Maros ist ebenfalls Komponist, seine Tochter Éva Maros Harfenistin.